# Timur Arsłanow
Timur Faritowicz Arsłanow (ros. Тимур Фаритович Арсланов; ur. 2 stycznia 1991 w Ufie) – rosyjski florecista, brązowy medalista mistrzostw świata.
W 2009 roku zdobył brąz drużynowo na mistrzostwach świata juniorów w Belfaście.
Podczas mistrzostw świata w Wuxi w 2018 roku Rosjanie w składzie: Timur Arsłanow, Aleksiej Czeriemisinow, Timur Safin i Dmitrij Żeriebczenko zdobyli brązowy medal w turnieju drużynowym. Był też między innymi czwarty w tej samej konkurencji na mistrzostwach świata w Lipsku w 2017 roku i mistrzostwach świata w Budapeszcie w 2019 roku.
Na mistrzostwach Europy w Tbilisi w 2017 roku zdobył drużynowo srebrny medal. Na rozgrywanych rok później mistrzostwach Europy w Nowym Sadzie drużynowo wywalczył złoty medal.
Ponadto zdobył srebro indywidualnie i brąz drużynowo na igrzyskach europejskich w Baku w 2015 roku.
Nigdy nie wziął udziału w igrzyskach olimpijskich.